# Hyposada zavattarii
Hyposada zavattarii är en fjärilsart som beskrevs av Emilio Berio 1944. Hyposada zavattarii ingår i släktet Hyposada och familjen nattflyn. Inga underarter finns listade i Catalogue of Life.